# HD 114613
HD 114613，又名CD-37 8437，SAO 204227、HR 4979，是一颗在半人馬座的次巨星，视星等为4.85，位于銀經307.43，銀緯24.89。距離地球約67光年，目前已確認有一顆長週期太陽系外行星存在，並可能還有未發現行星。

## 恆星狀況

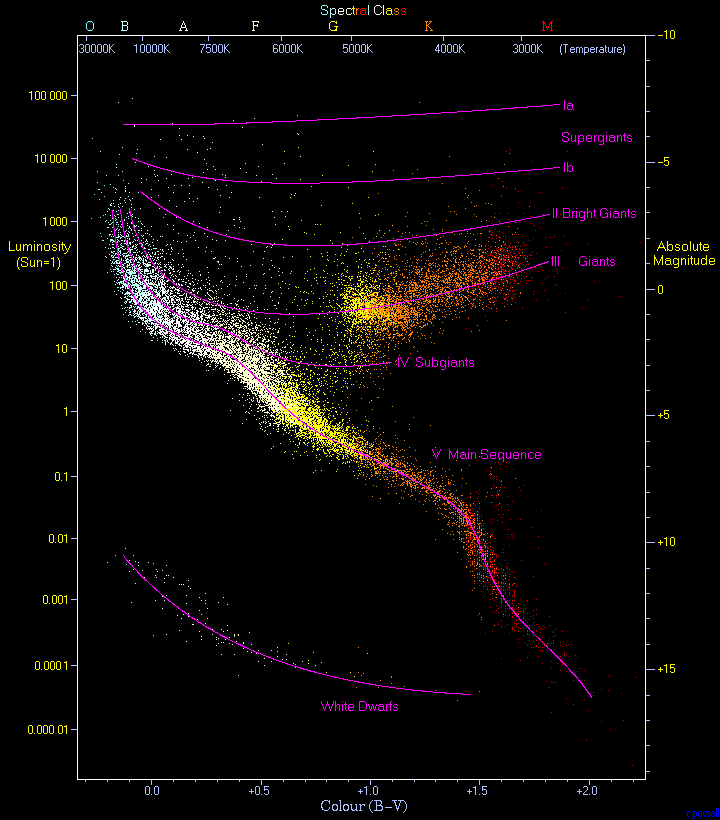
HD 114613在赫羅圖中的位置明顯高於主序帶。

HD 114613位於半人馬座ι東南方，距離約8角分處，朝向半人馬座中央。雖然該恆星在夜空中可被肉眼觀測，但因為半人馬座內肉眼可見恆星很多，拜耳天體和佛蘭斯蒂德天體目錄並未將它收錄。
HD 114613的B-V色指數和光譜溫度顯示它的光譜類型應是G3，這代表它的表面溫度只比太陽低50 K，並且外觀呈黃色。在赫羅圖上HD 114613的位置明顯高於主序帶，反而接近次巨星分支，這代表它核心中的氫已完全耗盡，並且在赫羅圖上移動到巨星分支過程中會增加光度和半徑，但表面溫度降低。因為它在演化過程中溫度降低，代表它在主序星時期的光譜類型屬於較早期類型，可能是接近屬於 F9V 的时钟座ι。
因為HD 114613即將結束氫融合，它的年齡必定相當古老。根據光譜觀測資料得知其質量1.25 ± 0.03 M☉和表面重力log 3.95 ± 0.03 g，可推測出它的年齡為52.0 ± 2.4億年，代表它比太陽稍老。因為恆星的金屬量原則上隨恆星年齡增加而下降，並且在星系薄盤內恆星年齡和金屬量範圍極大，所以 HD 114613 的鐵含量高達0.19 ± 0.01 dex（太陽的155 ± 4%）是正常的。而巨大行星在 Fe/H = 0.2 dex 的恆星旁形成的機率是15%，所以在HD 114613旁發現距行星並不會讓人感到意外。
HD 114613的特殊之處在於它的光譜型比太陽更加早期，並且現在是次巨星。而它也有一個磁場改變的週期。它的磁場改變週期為897 ± 61日，比太陽週期短4.5倍，是已知最短的其中一個恆星磁場改變週期。

## 行星系
因為HD 114613較明亮，並且與太陽類似，天文學家將它列為以徑向速度法搜尋系外行星的目標。
HD 114613是在南半球自1992年到1998年間進行的 ESO-CES 巡天中首批以徑向速度法進行偵測系外行星的37顆恆星其中一顆。該次巡天並未在距離恆星數天文單位內的距離找到任何木星數倍質量的行星。之後天文學家使用高精度徑向速度行星搜索器（HARPS）對前述恆星進行更進一步觀測，結果認為在距離恆星超過約5天文單位的距離沒有質量相當於木星的行星存在。
1998年起HD 114613就是 ESO-CORALIE和 AAT-UCLES這兩個行星巡天的對象。因為 CORALIE 在HD 114613找到穩定的徑向速度變化，因此天文學家將該恆星列為以更高精度觀測的目標，並於2004年使用 HARPS 進行觀測，之後2005年時它也成為英澳望遠鏡的觀測對象。另外，雖然HD 114613並非 Keck-HIRES Eta-Earth 低質量行星巡天計畫的主要目標，但自2004年起也納入該計畫觀測對象。

### 行星系統
Robert Wittenmyer 等人於2012年發表論文指出，HD 114613周圍應有一低質量系外行星存在。雖然他們引用了 Mikko Tuomi 等人於2012年提交至《天文与天体物理学报》，但直到2013年才正式出版的論文。該論文提及天倉五和HD 114613的活動分布指數類似。並且截至2014年1月仍無論文宣稱在HD 114613周圍發現「低質量行星」。
不過，前述研究結果並不表示HD 114613周圍並無任何行星。Wittenmyer 等人於2014年宣稱發現HD 114613存在週期10.5年的徑向速度變化，代表它有一個長週期天體環繞。而徑向速度變化的半振幅為5.5 m/s，代表該行星的質量下限為木星的一半。行星的軌道離心率0.25，代表在寬鬆定義上它是類木星行星。波江座40b _ HD20794c _HD85512b_HD 114613b 偽陽性訊號
| 成員 (依恆星距離) | 质量            | 半長軸 (AU) | 轨道周期 (天) | 離心率      | 傾角 | 半径 |
| ----------------- | --------------- | ----------- | ------------- | ----------- | ---- | ---- |
| b                 | ≥0.48 ± 0.04 MJ | 5.16 ± 0.13 | 3827 ± 105    | 0.25 ± 0.08 | —    | —    |